# Chi va piano va sano e va lontano
Chi va piano va sano e va lontano, è un proverbio italiano.

## Significato
Questo proverbio significa che con la calma e la tranquillità si raggiungono i propri obiettivi, mentre, al contrario, chi agisce con troppa fretta e rapidità finisce per non ottenere assolutamente nulla e quindi deve rassegnarsi e perciò rinunciare a poter conquistarli.